# Диалло, Самба
Самба́ Диалло́ (фр. Samba Diallo; род. 5 января 2003, Дакар) — сенегальский футболист, полузащитник киевского «Динамо», выступающий на правах аренды за иерусалимский «Хапоэль».

## Клубная карьера
Родился 5 января 2003 года. Воспитанник юношеской команды Дакарской футбольной академии «Дару Салам» и киевского «Динамо». 6 августа 2021 подписал с клубом свой первый профессиональный контракт. В составе киевлян играл за юношескую команду U-19. Удачно себя проявил в матчах юношеской Лиги чемпионов, где в восьми матчах отличился пятью забитыми голами. В чемпионате Украины среди юношеских команд провел 15 матчей, забив 13 мячей.
2 сентября 2022 года «Динамо» заявило игрока на взрослый чемпионат Украины. Дебютировал за основную команду киевлян 28 октября 2022, на 84-й минуте матчи 5-го тура группового этапа Лиги Европы против «АЕК» (Ларнака), выйдя на поле вместо Владимира Шепелева.

## Карьера в сборной
В 2019 году дебютировал за юношескую сборную Сенегала U-17. В том же году дебютировал за молодежную сборную Сенегала.
В составе сборной принял участие в молодежном Кубке африканских наций 2019, где сенегальцы дошли до финала, проиграв матч за трофей сверстникам из Мали.

## Стиль игры
Отличается дриблингом и хорошей техникой, сравнивается с другим сенегальцем Садио Мане.

## Достижения
«Динамо» (Киев)
- Серебряный призёр чемпионата Украины: 2023/24